# Ruben en de idioten
Ruben en de idioten is een televisieserie van AVROTROS die wordt uitgezonden door NPO 3. Het programma wordt gepresenteerd door Ruben van der Meer. De eerste uitzending vond plaats op 29 augustus 2016.
De serie is de Nederlandse versie van het Belgische format Geubels en de idioten. Door middel van "idiote" experimenten wordt antwoord gegeven op populairwetenschappelijke vragen. De experimenten werden in seizoen 1 uitgevoerd door Klaas van der Eerden, acteur Fabian Jansen en de stand-upcomedians Soundos El Ahmadi en Dianne Liesker. In het tweede seizoen waren eveneens Klaas van der Eerden en Fabian Jansen aanwezig. Ferry Doedens en Imanuelle Grives namen in 2017 de plaats in van Soundos en Dianne.